# One for Sorrow
One for Sorrow es el quinto álbum de estudio de la banda finlandesa de Death metal melódico Insomnium, fue publicado el 12 de octubre de 2011.

## Lista de canciones
1. "Inertia" - 3:43
2. "Through the Shadows" - 4:31
3. "Song of the Blackest Bird" - 7:29
4. "Only One Who Waits" - 5:17
5. "Unsung" - 5:04
6. "Every Hour Wounds" - 5:25
7. "Decoherence" - 3:18
8. "Lay The Ghost To Rest" - 7:46
9. "Regain the Fire" - 4:27
10. "One for Sorrow" - 6:07

## Créditos
- Niilo Sevänen - Voz y Bajo
- Ville Friman - Guitarra
- Ville Vänni - Guitarra
- Marcus Hirvonen - Batería

- Datos: Q3882663